# Camptocladius punctipennis
Camptocladius punctipennis är en tvåvingeart som först beskrevs av Maurice Emile Marie Goetghebuer 1921.  Camptocladius punctipennis ingår i släktet Camptocladius och familjen fjädermyggor.
Artens utbredningsområde är Belgien. Inga underarter finns listade i Catalogue of Life.